# Protapanteles
Protapanteles is een geslacht van insecten uit de orde vliesvleugeligen (Hymenoptera) en de familie schildwespen (Braconidae).

## Soorten
Deze lijst van 184 stuks is mogelijk niet compleet.
- P. acasta (Nixon, 1973)
- P. acraeae (Wilkinson, 1932)
- P. achaeus (de Saeger, 1944)
- P. acherontiae (Cameron, 1907)
- P. afiamaluanus (Fullaway, 1941)
- P. africanus (Cameron, 1911)
- P. aggeris (Williams, 1988)
- P. agrotivorus (Whitfield, 2002)
- P. albicentrus Long & van Achterberg, 2008
- P. albicoxus (Austin & Dangerfield, 1992)
- P. aletta (Nixon, 1973)
- P. aliphera (Nixon, 1973)
- P. alticola Ashmead, 1902
- P. anchisiades (Nixon, 1973)
- P. andromica (Nixon, 1976)
- P. ankaratrensis (Granger, 1949)
- P. antinoe (Nixon, 1973)
- P. areatus (Granger, 1949)
- P. armeniacus (Tobias, 1976)
- P. artonae (Rohwer, 1926)
- P. ashmeadi (Wilkinson, 1928)
- P. aucklandensis (Cameron, 1909)
- P. belippae (Rohwer, 1919)
- P. bifissus (de Saeger, 1944)
- P. bimus (Papp, 1990)
- P. bourquini (Blanchard, 1936)
- P. breviscuta (Song & Chen, 2004)
- P. buzurae (You, Xiong & Zhou, 1987)
- P. caberatae (Muesebeck, 1956)
- P. caffreyi (Muesebeck, 1921)
- P. calceatus (Haliday, 1834)
- P. callidus (Haliday, 1834)
- P. capeki (Gyorfi, 1955)
- P. carinatus (Szepligeti, 1913)
- P. cassianus (Riley, 1881)
- P. cinctiformis (Viereck, 1911)
- P. circinus (de Saeger, 1944)
- P. circumflexus (Williams, 1988)
- P. circumvectus (Lyle, 1918)
- P. colemani (Viereck, 1912)
- P. compressiventris (Muesebeck, 1921)
- P. compressus (Muesebeck, 1919)
- P. concinnus (Muesebeck, 1958)
- P. conopomorphae (Tsang & You, 2007)
- P. corbetti (Wilkinson, 1928)
- P. creatonoti (Viereck, 1912)
- P. dalosoma (de Santis, 1987)
- P. deliasa (Austin & Dangerfield, 1992)
- P. delitutus (Papp, 1984)
- P. demeter (Wilkinson, 1934)
- P. desueta (Papp, 1989)
- P. desuetus (Papp, 1989)
- P. distatus (Papp, 1990)
- P. ecuadorius (Whitfield, 2002)
- P. endemus (Nixon, 1965)
- P. enephes (Nixon, 1965)
- P. epaphus (de Saeger, 1944)
- P. eryphanidis Whitfield, 2011
- P. eucosmae (Wilkinson, 1929)
- P. eugeni (Papp, 1972)
- P. falcatus (Nees, 1834)
- P. fausta (Nixon, 1973)
- P. femoratus (Ashmead, 1906)
- P. flavicoxis (Marsh, 1979)
- P. flavotorquatus (Granger, 1949)
- P. flavovariatus (Muesebeck, 1921)
- P. floridanus (Muesebeck, 1921)
- P. forensis (Tobias, 1977)
- P. formosus (Wesmael, 1837)
- P. fraternus (Reinhard, 1880)
- P. fulvipes (Haliday, 1834)
- P. fullawayi (Austin & Dangerfield, 1992)
- P. geometrae (Granger, 1949)
- P. gowdeyi (Gahan, 1918)
- P. guyanensis (Cameron, 1911)
- P. harrisinae (Muesebeck, 1953)
- P. herbertii (Ashmead, 1900)
- P. hiero (de Saeger, 1944)
- P. hirtariae (Kotenko & Tobias, 1986)
- P. hispanica Oltra & Falco, 1996
- P. hydroeciae (You & Xiong, 1983)
- P. iapetus (Nixon, 1976)
- P. immunis (Haliday, 1834)
- P. incertus (Ruthe, 1859)
- P. inclusus (Ratzeburg, 1844)
- P. indiensis (Marsh, 1979)
- P. intermedius (Balevski, 1980)
- P. iraklii (Kotenko, 1986)
- P. karadagi (Tobias, 1986)
- P. laevidorsum (Williams, 1988)
- P. lamborni (Wilkinson, 1928)
- P. lateralis (Haliday, 1834)
- P. laxatus (Wilkinson, 1930)
- P. leleji (Kotenko, 2007)
- P. lepelleyi (Wilkinson, 1934)

- P. liparidis (Bouche, 1834)
- P. longiantennatus (You & Xiong, 1987)
- P. longistigma (Chen & Song, 2004)
- P. longivena (Chen & Song, 2004)
- P. luciana (Nixon, 1973)
- P. luteipennis (Muesebeck, 1921)
- P. maculitarsis (Cameron, 1905)
- P. majalis (Wesmael, 1837)
- P. malshri (Sathe & Inamdar, 1991)
- P. malthacae (Muesebeck, 1958)
- P. mandanis (Nixon, 1965)
- P. marginatus (Nees, 1834)
- P. masoni (Williams, 1988)
- P. megistusocellus (Song & Chen, 2004)
- P. menander (Nixon, 1973)
- P. menuthias (Wilkinson, 1935)
- P. militaris (Walsh, 1861)
- P. minor (Ashmead, 1906)
- P. mlanje (Wilkinson, 1929)
- P. mnesampela (Austin, 2000)
- P. morata (Wilkinson, 1929)
- P. muesebecki (Blanchard, 1947)
- P. mygdonia (Nixon, 1973)
- P. naryciae (Austin & Dangerfield, 1992)
- P. neavei (Wilkinson, 1929)
- P. neleus (de Saeger, 1944)
- P. neoliparidis (Chen & Song, 2004)
- P. neomexicanus (Muesebeck, 1921)
- P. neparallelus Kotenko, 2007
- P. neptisis (Watanabe, 1934)
- P. nigerrimus (Roman, 1924)
- P. nigricornis (Muesebeck, 1921)
- P. nivalis (Papp, 1983)
- P. obliquae (Wilkinson, 1928)
- P. obvius Kotenko
- P. octonarius (Ratzeburg, 1852)
- P. operculinae (Fullaway, 1941)
- P. osiris (de Saeger, 1944)
- P. palabundus (Tobias, 1986)
- P. paleacritae (Riley, 1881)
- P. pallipes (Reinhard, 1880)
- P. papilionae (Williams, 1988)
- P. parallelus (Lyle, 1917)
- P. penelopeus (Tobias, 1986)
- P. perplexus (Muesebeck, 1922)
- P. phragmataeciae (You & Zhou, 1990)
- P. phytometrae (Wilkinson, 1928)
- P. pinicola (Lyle, 1917)
- P. plancina (Nixon, 1965)
- P. politus (Riley, 1881)
- P. pompelon (Nixon, 1965)
- P. popovi (Telenga, 1955)
- P. popularis (Haliday, 1834)
- P. porthetriae (Muesebeck, 1928)
- P. praecipuus Papp, 1993
- P. praesens (Muesebeck, 1947)
- P. priapus (Gautier & Cleu, 1927)
- P. pseudacraeae (Donaldson, 1991)
- P. pyrenaicus (Oltra & Jimenez, 2005)
- P. pyrogrammae (Nixon, 1965)
- P. querceus (Tobias, 1986)
- P. rageshri (Sathe, 1988)
- P. resplendens (Wilkinson, 1929)
- P. ripus (Papp, 1983)
- P. rubens (Reinhard, 1880)
- P. rugosus (Muesebeck, 1922)
- P. sagmaria (Nixon, 1965)
- P. salepus (Papp, 1983)
- P. sancus (Nixon, 1965)
- P. santolinae Oltra, 1995
- P. sarrothripae (Weed, 1887)
- P. sibiricus (Papp, 1983)
- P. stackelbergi (Telenga, 1955)
- P. stigmaticus (Muesebeck, 1922)
- P. sublateralis (Tobias, 1976)
- P. taylori (Wilkinson, 1928)
- P. tereus (de Saeger, 1944)
- P. theivorae (Shenefelt, 1972)
- P. thompsoni (Lyle, 1927)
- P. triangulator (Wesmael, 1837)
- P. triptolemus (de Saeger, 1944)
- P. urios Kotenko
- P. vafer (Nixon, 1965)
- P. vallatae (Watanabe, 1934)
- P. vitripennis (Curtis, 1830)
- P. websteri (Muesebeck, 1921)
- P. xeste (Mason, 1981)
- P. yenthuyensis Long & van Achterberg, 2008
- P. yunnanensis (You & Xiong, 1987)